# Шаролта Лані
Ша́ролта Ла́ні (угор. Lányi Sarolta, 6 червня 1891, Секешфегервар — 10 жовтня 1975, Будапешт, Угорщина) — угорська письменниця і перекладачка.

## Біографія
В 1922 році емігрувала до СССР разом з чоловіком Е. Цобелем, який 1937 року був заарештований і кілька років провів у радянській в'язниці. На батьківщину повернулася 1945 року.

## Творчість
Перша збірка віршів — «Подарунок» була видана 1912 року. У 1939 році опублікувала у журналі «Új Hang» («Новий голос»), що виходив у Москві, в своєму перекладі чотири вірші Т. Шевченка — «Заповіт», «В неволі, в самоті немає», «О люди! люди небораки!» та «Чого мені тяжко, чого мені нудно?», що пізніше ввійшли до книги «Кобзар», що вийшла в Будапешті 1961 року. Їй належать статті про українського поета — «До 125-річчя з дня народження Тараса Шевченка» у журналі «Új Hang» («Новий голос», 1939, № 4) та «Тарас Шевченко» у газеті «Új Szó» («Нове слово», 1947, № 57). Перекладала твори російської дорадянської і радянської літератури.